# Gabrielka
Gabrielka (německy Gabrielendorf) je malá vesnice, část města Kamenice nad Lipou v okrese Pelhřimov. Nachází se asi 1,5 km na jihozápad od Kamenice nad Lipou. V roce 2009 zde bylo evidováno 30 adres. V roce 2001 zde trvale žilo 92 obyvatel.
Gabrielka leží v katastrálním území Kamenice nad Lipou o výměře 20,71 km2.
Gabrielka patří do římskokatolické farnosti Kamenice nad Lipou.

## Historie
První písemná zmínka o vsi je z roku 1793. Název vsi vznikl na oslavu jména hraběnky Gabriely Vratislavové z Mitrovic.

## Pamětihodnosti
Kaple sv. Máří Magdaleny a lesní hřbitov. K areálu stoupá i křížová cesta tvořená 14 kamennými božími muky s hranolovými pilíři.

## Další fotografie

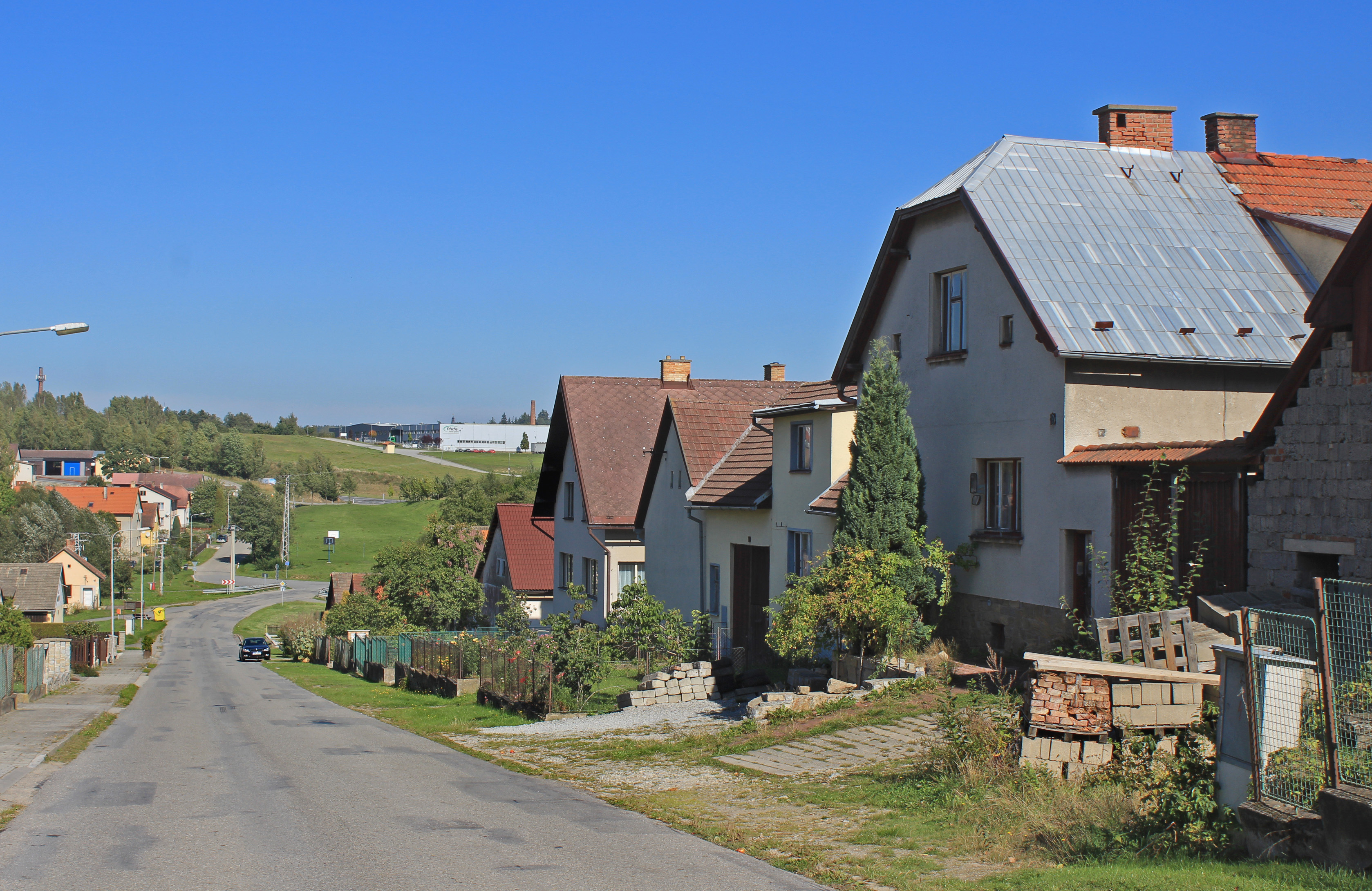
Celkový pohled
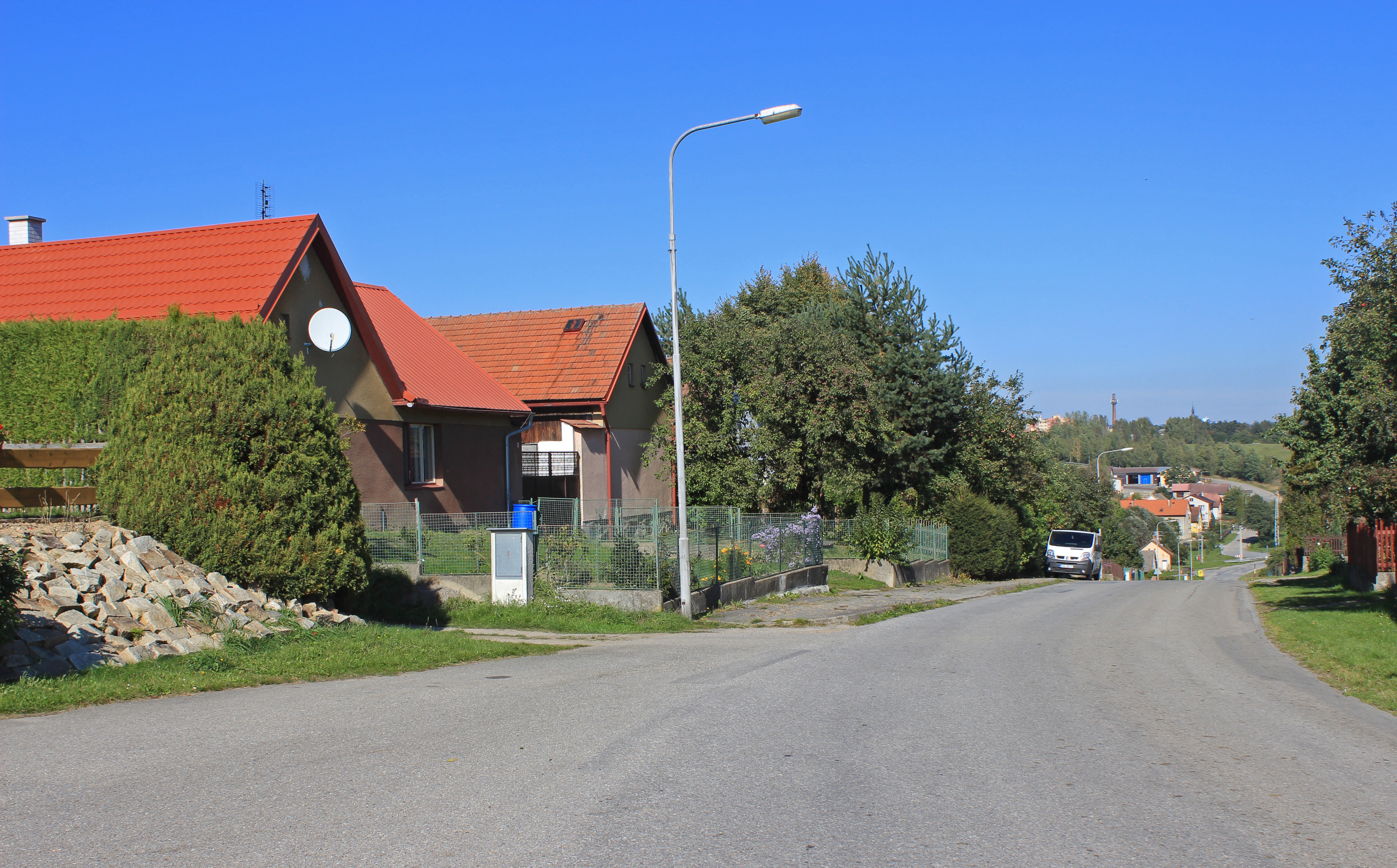
Horní (jižní) část vesnice
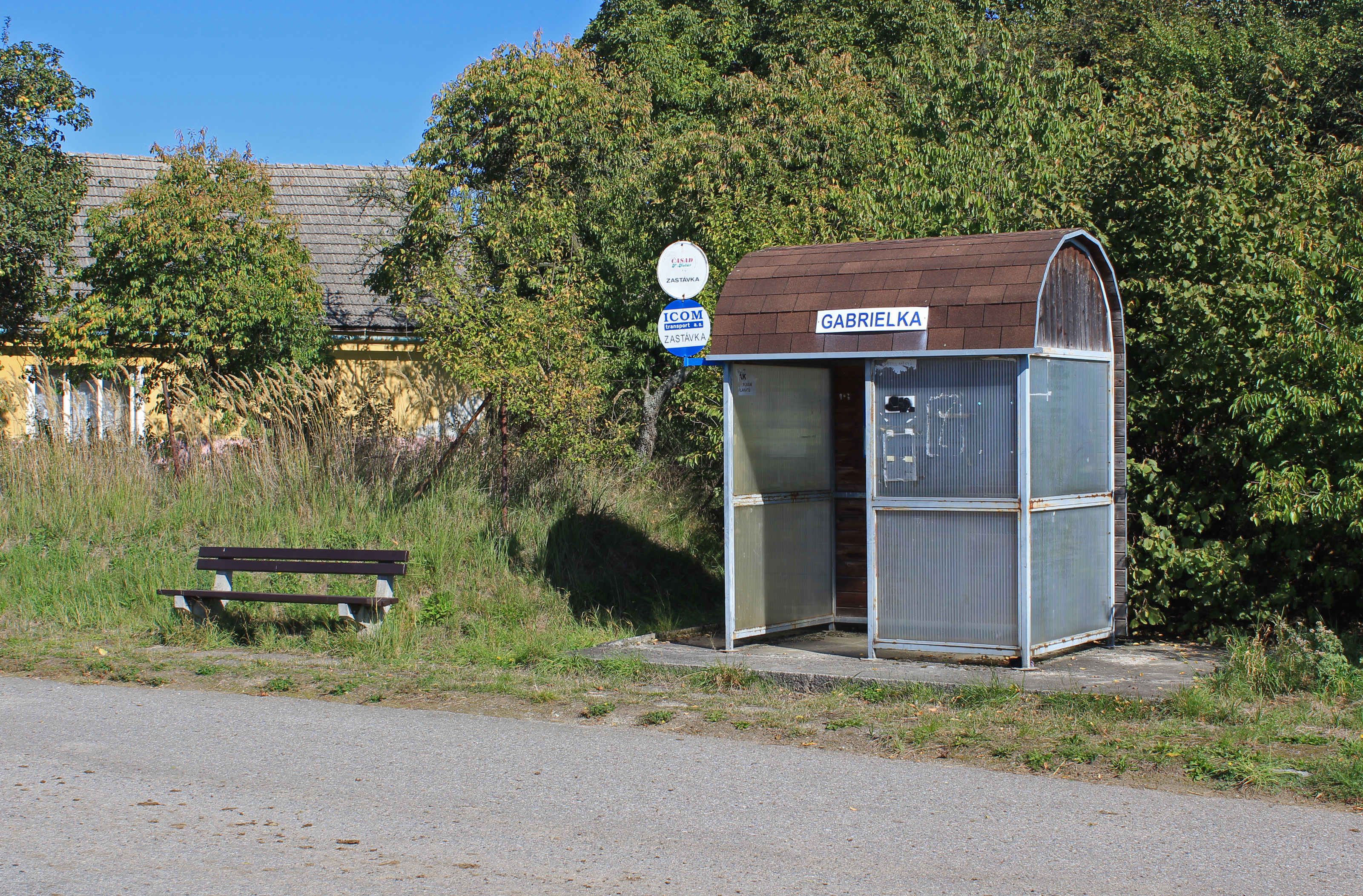
Zastávka nad vesnicí